# Peter R. Deutsch

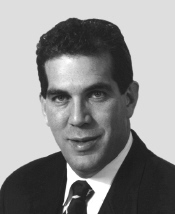
Peter R. Deutsch

Peter R. Deutsch (* 1. April 1957 in New York City) ist ein US-amerikanischer Politiker. Zwischen 1993 und 2005 vertrat er den Bundesstaat Florida im US-Repräsentantenhaus.

## Werdegang
Peter Deutsch besuchte bis 1975 die Horace Mann School in New York City und danach bis 1979 das Swarthmore College in Pennsylvania. Nach einem anschließenden Jurastudium an der Yale University und seiner im Jahr 1982 erfolgten Zulassung als Rechtsanwalt begann er im Broward County in Florida in seinem neuen Beruf zu arbeiten. Gleichzeitig schlug er als Mitglied der  Demokratischen Partei eine politische Laufbahn ein. In den Jahren 1981 und 1982 leitete er das von ihm gegründete Medicare Information Programm im Broward County. Von 1982 bis 1993 saß er als Abgeordneter im Repräsentantenhaus von Florida.
Bei den Kongresswahlen des Jahres 1992 wurde Deutsch im damals neugeschaffenen 20. Wahlbezirk von Florida in das US-Repräsentantenhaus in Washington, D.C. gewählt, wo er am 3. Januar 1993 sein neues Mandat antrat. Nach fünf Wiederwahlen konnte er bis zum 3. Januar 2005 sechs Legislaturperioden im Kongress absolvieren. Diese waren von den Ereignissen der Terroranschläge am 11. September 2001 und des Irakkrieges geprägt.
Im Jahr 2004 verzichtete Peter Deutsch zu Gunsten einer erfolglosen Kandidatur zum US-Senat auf eine mögliche Wiederwahl in das US-Repräsentantenhaus. Er scheiterte bereits in den Vorwahlen seiner Partei an Betty Castor, die wiederum dem Republikaner Mel Martínez unterlag.